# Союз реформистского иудаизма (США)
Союз реформистского иудаизма (англ. The Union for Reform Judaism; URJ), ранее известный как Союз американских еврейских общин (англ. Union of American Hebrew Congregations; UAHC) до 2003 года, основанный в 1873 году американским реформистским раввином Исааком Майером Уайзом[en] (Исаак-Меир Вайс, Айзек Майер Вайз), является организацией и подразделением реформистского иудаизма в Северной Америке. 

## История
В 1846 году Айзек Майер Вайз эмигрировал из Богемии в США, а в 1854 году прибыл в Цинциннати как раввин общины «Бней-Иешурун».
В газете «The Israelite», основанной североамериканским реформистским раввином Исаак-Меиром Вайсом, им же с 1854 года стала энергично отстаиваться идея объединения всех еврейских общин Америки, для прекращения религиозной анархии, отражавшуюся крайне вредно на всей жизни североамериканских евреев. В 1855 году Айзек Вайз предложил созвать синод, который являлся бы высшей раввинской инстанцией в Америке, настаивал на составлении единого молитвенника.
34 общины североамериканских евреев, в 1873 году, объединились в Союз американских еврейских общин (Союз американских еврейских конгрегаций), который вскоре был признан правительством штата Огайо.
На 1905 год в Союзе американских еврейских общин участвовало 128 общин североамериканских евреев с 14 000 членами.
С 2011 года президентом URJ является раввин Рик Джейкобс. По оценкам, URJ насчитывает около 880 тыс. зарегистрированных взрослых в 831 общинах, что делает союз крупнейшей еврейской религиозной конфессией. 
UAHC был одним из основателей Всемирного союза прогрессивного иудаизма в 1926 году.
Является из одним с прогресивных иудейских направлений в США, назводя рекомендации Галахи и исполнения подавляющего большинства 613 заповедей (как в ортодоксальном иудаизме) как необязательные, а также, принимая теистический эволюционизм, частично историческую библейскую критику, уравнивания прав женщин и прав ЛГБТ.
В конце 2023 года количество членов URJ состояло более 880 000, а также, более 600 тыс. американцев еврейского происхождения идентифицировали себя с реформистским иудаизмом, но не были членами URJ. 

## Председатель (годы)
Председателем Союза американских еврейских общин были:
- Мориц Лот (1873 — 1889)[2];
- Юлий Фрейберг (1889 — 1903)[2];
- Самуил Вушер (1903 — 19??)[2];